# 网页快讯
网页快讯（Web Slice）是一种在Internet Explorer 8 Beta 1引进的消息来源技术，它允许网页的某些部分被订阅。Internet Explorer允许用户于展开的窗口预览被订阅的网页快讯。网页快讯是基于hAtom微格式的。
微软开发了网页快讯格式，而且在Microsoft开放规范承诺下出版了一个规范。该规范不由任何独立标准机构发表。截至2012年，Internet Explorer 8和9（及IE 10桌面版）是仅有的原生支持网页快讯的浏览器，虽然Mozilla Firefox可以通过一个插件Webchunks支持它。

## 实施
网页快讯有9个属性：网页快讯的id、条目标题、条目内容、结束时间、替代显示源、替代导航、替代更新源，和生存时间。3个必要的属性是：网页快讯的id、条目标题、和条目内容。
为了禁用一个网页上的网页快讯，添加
```
<
meta
 
name
=
"slice"
 
scheme
=
"IE"
 
content
=
"off"
/>

```

指定具有多个网页快讯的页面上的默认网页快讯，添加
```
<
link

    
rel
=
"default-slice"

    
type
=
"application/x-hatom"

    
href
=
"id of webslice"

 
/>

```

### 示例网页快讯
```
<
div
 
class
=
"hslice"
 
id 
=
 
"hslice-id goes here"
>

  
<!-- The ID of the hSlice -->

    
<
div
 
style
=
"display:none"
 
class
=
"entry-title"
>
Title goes here
</
div
>

      
<!-- The title -->

    
<
span
 
class
=
"ttl"
 
style
=
"display:none"
>
360
</
span
>

      
<!-- How often to refresh in minutes -->

    
<
abbr
 
class
=
"endtime"
 
title
=
"10 Jan 2012 00:00:00 UTC"
></
abbr
>

      
<!-- When the link expires -->

    
<
div
 
class
=
"entry-content"
>

        The content goes here
    
</
div
>

</
div
>

```

## Mozilla Firefox
尽管Firefox对网页快讯没有内置的支持，它已有给予其阅读网页快讯的能力的扩展。

### WebChunks
WebChunks是一个Firefox 3对微软的网页快讯的实现。它使用户能够通过在一个新工具栏中添加书签的专用的源「关注」网页的一个区域。通过Greasemonkey，WebChunks可以向任意网页中插入网页快讯的标记以使WebChunks扩展处理它。

### Fireclip
FireClip是一个允许用户「剪辑出」一个网站的某些部分以及监视它们的改变的Firefox加载项。它让用户以和网页快讯类似的方式跟踪一个网站的特定部分。

### PageSlices
PageSlices也是一个Firefox加载项。它不仅让用户能够存储网站的部分，而且可以通过添加到自定义页面对它们进行组织。

## Google Chrome
像Firefox一样，Google Chrome没有对网页快讯的内置支持。但是，Chrome 4新增的扩展API允许扩展被创建，以给予相对简单的从任何网页上的任何内容创建任意的网页快讯的能力。

## Opera
尽管Opera 10曾被传闻具有对网页快讯的支持，这并没有成为现实。 但Opera有一个类似于网页快讯的，让网页显示于使用者的桌面上的「widgetize」功能。

### 开发
- Web Slice Format Specification - Version 0.9 （页面存档备份，存于）, MSDN
- Create a dynamic Web Slice in 5 minutes （页面存档备份，存于）, IE8 Blog
- Internet Explorer 8 Web Slice Style Guide （页面存档备份，存于）, MSDN
- Web Slices （页面存档备份，存于）, Internet Explorer 8 Readiness Toolkit
- WebSlices （页面存档备份，存于）, Internet Explorer 8 Beta 1 Whitepapers
- Internet Explorer 8 for Developers: Web Slices （页面存档备份，存于）, MSDEV.com